# Вошлобени (Харгита)
Вошлобени (рум. Voşlobeni) насеље је у Румунији у округу Харгита у општини Вошлабени. Oпштина се налази на надморској висини од 830 m.

## Становништво
Према подацима из 2011. године у насељу је живело 2026 становника.